# Мері Макдоннелл
Мері Ейлін Макдоннелл (англ. Mary Eileen McDonnell; нар. 28 квітня 1952, Вілкс-Барре, Пенсільванія, США) — американська акторка театру, кіно та телебачення. Номінантка на «Оскар» за ролі у фільмах «Той, що танцює з вовками» та «Риба пристрасті». Відома роллю президента Лори Розлін в серіалі «Зоряний крейсер „Галактика“». З 2012 по 2018 роки — виконувала головну роль у серіалі «Особливо тяжкі злочини».

## Біографія
Мері Макдоннелл народилась у Вілкс-Барре, штат Пенсільванія, дитинство та юність провела в місті Ітака, штат Нью-Йорк. Після закінчення Державного університету Нью-Йорка в місті Фредонія (випуск 1974 року) навчалась в школі акторської майстерності та приєдналась до трупи театру «Лонг-Ворф» (англ. Long Wharf Theatre Company) з Нью-Гейвена, де грала понад 20 років.
У 1984 році одружилася з актором Рендлом Меллом. Народила двох дітей: доньку Олівію (1987) та сина Майкла (1993).

### Кар'єра
В 1978 році — дебют на сцені Нью-Йоркського театру в п'єсі Сема Шепарда «Похована дитина» (англ. A Buried Child).
В 1980 році за роль в п'єсі Емілі Манн «Натюрморт» (англ. Still Life) — разом із своїми партнерами Тімоті Ніром та Джоном Спенсером удостоїлася театральної премії Obie Award.
Акторка брала участь і в бродвейських виставах як от «Покарання правосуддя» (англ. Execution of Justice, 1986), «Хроніки Хайді» (англ. The Heidi Chronicles, 1990) та «Літо і дим» (англ. Summer and Smoke, 1996).
Протягом 10 років Макдоннелл грала епізодичні ролі та другий план в кіно і на телебаченні. Одним з найбільш помітних став комедійний серіал телеканалу CBS «Швидка допомога» (1984), де вона була однією з лікарок.
В 1990 році у Макдоннелл відбувся значний стрибок в кар'єрі завдяки роботі у фільмі «Той, що танцює з вовками». Вона зіграла білу жінку, яку удочерило плем'я індіанців лакота. 37-річна акторка була на два місяці старша, ніж її прийомний батько з екрану, та на два роки молодшою за екранну матір.
В 1991 році — Макдоннелл була номінована на «Оскар» за роль Тієї, що стоїть з кулаком (фільм «Той, що танцює з вовками») за найкращу жіночу роль другого плану.
В 1992 році — повторно номінувалась на «Оскар» як акторка першого плану за роль паралізованої зірки телесеріалів у фільмі «Риба пристрасті».
В 1994 році — з'являється у фільмі Вільяма Фрідкіна про бейсбол «Азартна гра», а в 1995 — грає в екранізації твору Артура Міллера «Американський годинник», в 1996 — виконує роль першої леді у фантастичному фільмі «День незалежності». Однією з найвідоміших ролей Макдоннелл стала робота в римейку «12 розгніваних чоловіків».
В 2002 році — отримала номінацію «Еммі» як запрошена акторка за роль Елеонори Картер, матері одного з головних персонажів серіалу «Швидка допомога».
З 2003 до 2009 року — виконувала роль Лори Розлін в серіалі «Зоряний крейсер „Галактика“», що є римейком версії 1978 року. За цю роботу отримала премію «Сатурн» в номінації «Найкраща телеакторка».
З 2009 року — втілює капітанку Шерон Рейдор в телесеріалі «Шукачка». А з серпня 2012 року — грає головну роль у його спін-офі «Особливо тяжкі злочини».

## Основна фільмографія
- 2021 — Rebel (телесеріал)
- 2019 — Mariette in Ecstasy
- 2019 — Вероніка Марс (телесеріал)
- 2012—2018 — Особливо тяжкі злочини (телесеріал)
- 2017 — Фарґо (телесеріал)
- 2009—2012 — Шукачка (телесеріал)
- 2011 — Крик 4
- 2011 — Межа ризику
- 2004—2009 — Зоряний крейсер «Галактика» (телесеріал)
- 2008—2009 — Анатомія Грей (телесеріал)
- 2007 — Зоряний крейсер «Галактика»: Лезо (телефільм)
- 2003 — Зоряний крейсер «Галактика» (мінісеріал)
- 2001—2002 — Швидка допомога (телесеріал)
- 2001 — Донні Дарко
- 1997 — 12 розгніваних чоловіків (телефільм)
- 1996 — День незалежності
- 1995—1996 — Вище товариство[en] (телесеріал)
- 1994 — Азартна гра
- 1992 — Риба пристрасті
- 1992 — Проникнення (Sneakers)
- 1991 — Великий каньйон
- 1990 — Той, що танцює з вовками
- 1987 — Мейтвон
- 1984—1985 — E/R (телесеріал)
- 1980 — As the World Turns (телесеріал)

## Нагороди та номінації

### Нагороди
- 2009 — Сатурн — Найкраща телеакторка — Зоряний крейсер «Галактика» (президент Лора Розлін)

### Номінації
- 1991 — Оскар — Найкраща жіноча роль другого плану — «Той, що танцює з вовками» (Та, що стоїть з кулаком)
- 1991 — Золотий глобус — Найкраща жіноча роль другого плану телефільму — «Той, що танцює з вовками» (Та, що стоїть з кулаком)
- 1993 — Оскар — Найкраща жіноча роль — Риба пристрасті (Мері-Еліс Кулхен)
- 1993 — Золотий глобус — Найкраща жіноча роль в драматичному фільмі — Риба пристрасті (Мері-Еліс Кулхен)
- 2002 — Еммі — Найкраща запрошена акторка драматичного серіалу — «Швидка допомога» (Елеонора Картер)